# کشهک (سیب و سوران)
کشهک، روستایی در دهستان کنت بخش هیدوچ شهرستان سیب و سوران در استان سیستان و بلوچستان ایران است.

## جمعیت
بر پایه سرشماری عمومی نفوس و مسکن در سال ۱۳۹۵، جمعیت این روستا برابر با ۴۲۷ نفر (۱۱۷ خانوار) بوده‌است.